# Pyura capensis
Pyura capensis is een zakpijpensoort uit de familie van de Pyuridae. De wetenschappelijke naam van de soort is voor het eerst geldig gepubliceerd in 1911 door Hartmeyer.